# Félix Ruiz
Félix Ruiz Gabarri (Olite, 1940. július 14. – Madrid, 1993. február 11.) Európa-bajnok spanyol válogatott labdarúgó.
A spanyol válogatott tagjaként részt vett az 1964-es Európa-bajnokságon.

## Sikerei, díjai
Real Madrid
- Spanyol bajnok (8): 1960–61, 1961–62, 1962–63, 1963–64, 1964–65, 1966–67, 1967–68, 1968–69
- Spanyol kupa (1): 1961–62
- BEK-győztes (1): 1965–66

Spanyolország
- Európa-bajnok (1): 1964